# Преображенка (Сорокинський район)
Преображе́нка (рос. Преображенка) — присілок у складі Сорокинського району Тюменської області, Росія.
Населення — 51 особа (2010, 97 у 2002).
Національний склад станом на 2002 рік:
- росіяни — 91 %